# ساروخان تالش
امیر ساروخان مهرانی معروف به ساروخان تالش حاکم موروثی ولایت آستارا، دیپلمات و از فرماندهان نظامی دوران سلطنت شاه عباس بزرگ، شاه صفی و شاه عباس دوم است. او یکی از ۹۲ تن امرای بزرگ شاه عباس بزرگ است. در آغاز سلطنت شاه صفی در طغیان غریب‌شاه در رشت و لاهیجان، مأمور سرکوبی شورشیان گردید. در حمله سلطان مراد چهارم به بغداد، جزو سرکردگان شاه صفی بود و در پایان جنگ به نمایندگی ایران، به روم رفت و معاهده صلح را با مصطفی پاشا وزیر اعظم و نماینده دولت عثمانی امضا و مبادله کرد.

## نسب و دوران زندگی ساروخان
ساروخان مهرانی فرزند حمزه‌خان و نواده بایندرخان است. مهرانی‌ها از سده‌های میانه، حکومت موروثی آستارا را در اختیار داشتند. پس از شورش ناموفق امیر قبادخان حاکم آستارا علیه شاه طهماسب یکم در سال ۹۴۶ قمری حکومت آستارا به بایندرخان اعطاء شد. بایندرخان سال‌های طولانی بر آستارا حکومت نمود. وی همواره به دولت صفوی وفادار بود و نقش مهمی در فرونشاندن شورش خان احمد خان در سال ۹۷۵ قمری داشت. سرانجام فرزندش حمزه‌خان، وی را از حکومت برکنار کرده و خود اختیار امور را به دست گرفت.
امیر حمزه‌خان تالش، مدتی بود که دم از عصیان می‌زد. وی در سال ۱۰۰۰ قمری قیام کرده و در قلعه شیندان پناه گرفت. ذوالفقارخان قره‌مانلو حاکم اردبیل با همراهی لشکر آذربایجان به مدت ۹ ماه قلعه شیندان را محاصره کرد اما موفق به تسخیر آن نشد. سرانجام حمزه‌خان نامه‌ای به شاه نوشته و به شرح خصومت دیرینهٔ فرهاد خان قره‌مانلو و ذوالفقارخان قره‌مانلو فرزندان حسام‌بیگ قره‌مانلو با دودمان خود پرداخت. بر همین اساس، تسلیم قلعه را به اعزام حسین‌خان شاملو از سوی شاه و تضمین سلامت جانی خود و خانواده‌اش مشروط کرد. او در صفر ۱۰۰۱ قلعه شیندان را به حسین‌خان شاملو تسلیم کرده و با کشتی از آستارا عازم ولایت شیروان شد. دو پسر بزرگِ حمزه‌خان در قزوین و به دستور شاه به قتل رسید. چهار پسر دیگر او که خردسال بودند، اجازه یافتند که با پدرشان به شیروان بروند. هنگامی که حمزه‌خان به شیروان رسید، مورد استقبال احمد پاشا بیگلربیگی شیروان قرار گرفت. احمد پاشا در پایتخت خود شماخی، محلی را برای اقامت حمزه‌خان تدارک دید. پس از چندی، حمزه‌خان توسط دو نفر از همراهان سابق خود به قتل رسید.
پس از کشته شدن حمزه‌خان، همسر وی عجز و فقر خود را به زینب بیگم همسر شاه عباس رسانیده و وی از شاه خواست که متعلقان امیر حمزه‌خان مرخص شوند و به وطن خود بازگردند که مورد موافقت شاه قرار گرفت. پس از دوسال، شاه عباس بر سر شفقت آمده، عَلَم، نقاره و خلعت برای بایندرخان دوم فرزند ارشد حمزه‌خان ارسال نمود. سپس حکومتِ ایالت آستارا و توابع آن را اعطاء کرده و دختر حسین‌خان شاملو را به عقد او درآورد. بایندرخان دوم به مدت ۱۸ سال حکومت نموده و درگذشت. پس از درگذشت او، شاه عباس حکومت موروثی را به برادرش ساروخان اعطاء کرده و دختر دیگر حسین‌خان شاملو را به عقد ساروخان درآورد.
ولایت آستارا و مردم آن علی‌رغم نقش مهمی که در روی کار آمدن شاه اسماعیل یکم و تثبیت حکومت صفویان داشت، در دوران شاه عباس به علت قیام حمزه‌خان مورد خشم و غضب قرار گرفت ولی در زمان شاه صفی که ساروخان مهرانی حاکم آستارا بود، بار دیگر آستارا و حاکمش مورد توجه قرار گرفت. شاه صفی، ساروخان را پس از فرونشاندن شورش‌های گیلان در ابتدای دوران حکومت خود به خصوص شورش غریب‌شاه گیلانی، به دلیل دلاوری و شجاعت زیادی که از خود نشان داده بود، مورد تشویق خاص قرار داد و به مناسبت‌های مختلف به مصاحبت با او می‌پرداخت. از جمله در شوال ۱۰۴۰ به عزم ضیافت به منزل ساروخان رفته و از لشکر او سان دیده بود. همچنین به قصد شکار، در محرم ۱۰۴۶ به شکارگاهی که توسط ساروخان فراهم شده، عزیمت کرده بود. میرزا محمدطاهر وحید قزوینی در توصیف ساروخان به عنوان یکی از «امرای عظام ولایت ممالک محروسه» در عصر شاه صفی می‌نویسد:
| « | ساروخان تالش از مبدأ جلوس همایون تا آخر ایام آن حضرت، حاکم آستارا و تالش بود و چنانچه سبق ذکر یافت، امر مصالحه با رومیان به حُسن سعی او صورت یافت. مردی بود به عقل و تدبیر و اصابت رأی مشهور و معروف؛ تا آخر ایام آن حضرت بدین امر اشتغال داشت و در ثانی‌الحال، او را ترقّیات روی نمود. | » |

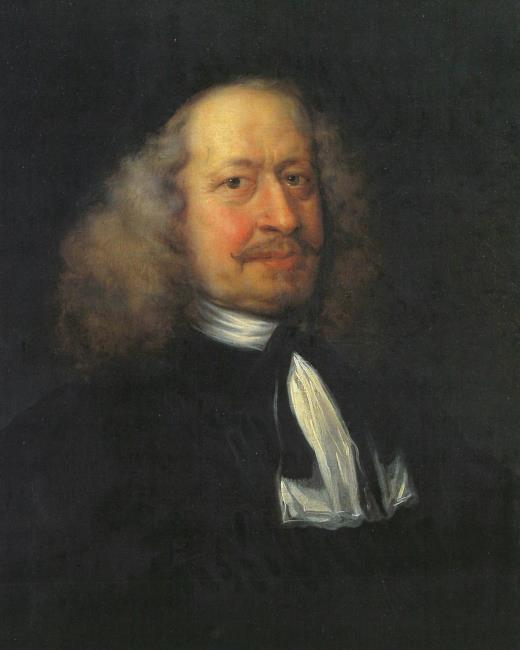
نگارهٔ آدام اولئاریوس

آدام اولئاریوس فرستادهٔ دوک هولشتاین-گوتورپ فردریک سوم در رأس یک هیئت دیپلماتیک به دربار صفوی بود. اولئاریوس در ۲۴ نوامبر ۱۶۳۶ ژولینی وارد ایران شده بود. او در راه بازگشت به موطن خود، اول ژانویه ۱۶۳۸ وارد گیلان شده و از راه کنارهٔ دریای خزر از آستارا عبور کرد. اولئاریوس از ۴ فوریه تا ۷ فوریه در آستارا اقامت داشته و میهمان ساروخان بود. او در کتاب سفرنامه خود، ساروخان را چنین توصیف کرده‌است:
| « | [روز چهارم فوریه]... موقعی که به نزدیکی آستارا رسیدیم، خان آستارا با عده زیادی سوار، به استقبال آمده، به سفیران خوش‌آمد گفت و ما را به خانه‌هایی در وسط باغات پر از درخت که برای اقامت‌مان در نظر گرفته بودند راهنمایی کرد… خان آستارا که ساروخان نام داشت، پیرمندی دانشمند و در عین حال مهربان و با محبت بود. در آخر ماه رمضان و پایان ایام روزه که مصادف با ششم فوریه بود، خان آستارا ضیافتی در منزل خود ترتیب داد که سفیران و اعضای عالی‌رتبهٔ سفارت را در آن دعوت کرده، پذیرایی مفصّلی به عمل آورد. ضمن صحبت، از چگونگی جنگ با غریب‌شاه گیلان حکایت می‌کرد و غنایمی را که در این جنگ به دست آورده بود ارائه داد که ضمن آن، سفرهٔ ابریشمیِ آبی‌رنگی بود که زردوزی شده و ارزش زیادی داشت. بر سر همین سفره، ما را اطعام کرد. ساروخان مورد توجه و عنایت خاص شاه صفی قرار داشت. به‌طوری‌که می‌گفت: قرار بود بهار آینده به عنوان سفیر از طرف شاه به هندوستان اعزام گردد… | » |

تدابیر نظامی خان در برهه‌های مختلف، تأثیر به سزایی در پیروزی‌های سپاه صفوی داشته‌است. در سال ۱۰۶۰ که اورنگ‌زیب قصد تصرف دوباره هرات را داشت، مرتضی‌قلی‌خان قاجار قورچی‌باشی مأمور دفع حمله او شد. در حین نبرد بین دو سپاه، پیر بوداق‌خان دوم فرمانده جناح راست سپاه دچار حمله شده و اسب او از پای درآمد. در این حین، ساروخان با نیروهای تالشیِ تحت امر خود، به یاری پیر بوداق‌خان رفته و با حملات پی در پی، چنان تأثیری در سپاه دشمن گذاشتند که نبرد خاتمه یافته و شبانه عقب‌نشینی کردند.
در دوران حکومت ساروخان، منصب خلیفهٔ تالش بر عهده یادگارعلی‌سلطان تالش از اولاد خادم‌بیگ تالش خلیفةالخلفای شاه اسماعیل یکم بود. او یکی از دیپلمات‌های شاه عباس بزرگ بود و به عنوان سفیر به کشورهای هند و عثمانی اعزام شده بود. پس از درگذشت وی در سال ۱۰۳۶ با حکم شاه عباس اول، بدرخان سلطان ملقب به شاه‌قلی خلیفه به جای او منصوب شد.
در واپسین سند موجود از دوران زندگی ساروخان، وی روستایی به نام «اُلُوهر» از توابع محال ویلکیج را از شخصی به نام نصیر بیگ در ۱۴ ربیع‌الثانی ۱۰۶۲ به قیمت ۱۰۰ تومان تبریزی خریداری کرده‌است. این روستا در گذشته دارای موقعیت ویژه جغرافیایی بود.

## غلبه بر شورش‌ها و استقرار امنیت در گیلان
گیلان در دوران شاه عباس بزرگ تبدیل به ایالت خاصه شده و تحت نظر وزیران صفوی بود. اصلان‌بیگ و پسرش اسماعیل‌بیگ و میرزا تقی اصفهانی و میرزا عبدالله قزوینی وزارت بیه‌پس را ۱۷ سال در اختیار داشتند. در طول این سال‌ها، مردم از ظلم وزیران به تنگ آمده بودند و از تحمیلات و ستم ایشان، جمع کثیری از مردم متواری شده بودند. هر چند بار نیز که جریان را به عرض شاه می‌رساندند بهبودی در اوضاع نمی‌دیدند. با درگذشت شاه عباس، جمعی از ناراضیان که تا آن زمان از بیم قدرت شاه و تسلط عمال وی سکوت پیشه کرده بودند، درصدد برآمدند تا نارضایتی‌ها را سازماندهی کرده و راهی برای قیام پیدا کنند.

### سرکوبی شورش غریب‌شاه
قیام غریب‌شاه یکی از قیام‌هایی است که در آغاز زمامداری شاه صفی، در گیلان به وقوع پیوست. طراحان اولیهٔ این قیام، تعدادی از اعیان و بزرگان ناراضی محلی بودند اما دامنهٔ آن به سرعت گسترده شد و بسیاری از مردم شهرها و روستاهای گیلان، با قیام همراه شدند.
رهبری این قیام با کالنجار سلطان بود. کالنجار سلطان ملقب به غریب‌شاه فرزند شاه جمشیدخان یکی از خان‌های بیه‌پس بود که توسط شاه عباس سرکوب شده بود. کالنجار در این سال‌ها در خفا زیسته و بلافاصله با شنیدن خبر درگذشت شاه عباس، قیام را آغاز کرد. قیام غریب‌شاه در روز ۲۰ شعبان ۱۰۳۸ به همراه تعدادی از شورشیان، با حمله به خانه میر مراد لشته‌نشایی کلانتر لاهیجان و غارت اموال وی آغاز شده و با غارت اموال سایر عوامل حکومتی ادامه پیدا کرد. لشکریان غریب‌شاه در ۲۸ شعبان متوجه رشت شدند. اسماعیل‌بیگ وزیر گیلان که تاب مقاومت نداشت، از گرگین سلطان حاکم گسکر درخواست کمک کرد اما پیش از رسیدن قوای کمکی، به همراه کلانتران و اعیان از رشت خارج شده و به گسکر رفت. به این ترتیب غریب‌شاه به راحتی وارد رشت شده و شهر را غارت کرد. گرگین سلطان با ارسال نامه‌ای، شورش غریب‌شاه و فرار اسماعیل‌بیگ را به اطلاع ساروخان رساند.
تا پیش از عزیمت ساروخان، پیشروی‌های غریب‌شاه در گیلان ادامه داشت. او در روز سه‌شنبه ۳۰ شعبان با لشکر ۱۰٬۰۰۰ نفری به سمت فومن حرکت کرد. با شنیدن این خبر، محمدبیگ کلانتر فومن به همراه اعیان، از شهر خارج شد و فومن نیز بدون زحمت به دست شورشیان افتاد. اما وزیر لاهیجان که در ابتدای شورش به قزوین فرار کرده بود، با همراهی بهرام‌قلی‌سلطان‌صوفی حاکم دیلمان، به لشت نشا آمده و نیروهای غریب‌شاه را شکست دادند. با شنیدن این خبر، غریب‌شاه در چهارشنبه اول رمضان از فومن خارج شده و به رشت بازگشت. یکی از طایفه‌های تنکابن به نام «شریح» که از حیدرسلطان حاکم تنکابن ناراضی و هراسان بودند، مخفیانه پیامی به غریب‌شاه فرستاده و آمادگی خود را برای شورش بر سلطان اعلام می‌کنند. غریب‌شاه نیز به سوی تنکابن حرکت کرد تا این منطقه را نیز در اختیار بگیرد اما با هشیاری حیدر سلطان، حملهٔ غریب‌شاه دفع شده و لشکریان تنکابن با تعقیب لشکر غریب‌شاه، بسیاری از آنان را به قتل رساندند. او پس از این شکست، به سمت لنگرود حرکت کرد و از آن جا عازم لاهیجان شد اما با شنیدن بازگشت میرزا عبدالله وزیر لاهیجان و کلانتران و همراهانش، مجبور به فرار به لشت نشا شد. در همین حال بهرام‌قلی‌سلطان نیز از فرصت استفاده کرده و با حمله به لشکر شورشیان، بخشی از آنان را به قتل رساند.

... محمدی‌خان و گرگین سلطان و بهرام‌قلی‌سلطان‌صوفی و وزرای گیلانات، از سخن و صلاح ساروخان تالش درنگذرند و به همه جهت اطاعت و متابعت او نمایند که اختیار ضبط و ربط و بست و فتور امور گیلانات به عهدهٔ اهتمام او فرموده‌ایم که هرآن‌چه صلاح حال این‌جانب بوده باشد، به عمل آورد…

گرگین سلطان پس از اطمینان از بازگشت غریب‌شاه از فومن به رشت، با لشکر خود به سمت رشت حرکت کرده و در کنار رودخانه پسیخان، به انتظار ساروخان اردو زد. شب پنج‌شنبه ۲ رمضان، محمدبیگ کلانتر فومن نیز به اردوی سلطان پیوست. سرانجام در نخستین ساعات صبح جمعه ۳ رمضان، ساروخان با لشکر ۵٬۰۰۰ نفری خود به اردوی گرگین سلطان رسید. وی سپاهی را به فرماندهی زینل‌بیگ گسکری برای تحت کنترل گرفتن شهر رشت ارسال کرد. ساروخان که فرماندهی کل گیلان را از شاه صفی دریافت کرده بود، پس از تجمیع لشکریان در سیاه رودبار، به جارچیان سپاه دستور داد که اعلام کنند کسی حق ندارد خودسرانه شخصی را به قتل برساند. لشکریان موظف هستند که افراد دستگیرشده را به نزد او بیاورند تا با حضور وزیران و کلانتران محاکمه شده و به جزای عمل خود برسند. همچنین شاه صفی حکم کرده بود که تمام قورچیان و غلامان تالش، اردبیل، طارم، خلخال و سایر نواحی اطراف به لشکر مذکور بپیوندند. این افراد پیش از آن که حکم الزام‌آور شاه برسد نیز در حال آماده شدن و تهیه جنگ‌افزار بودند.
با صدور حکم به نام ساروخان، غریب‌شاه افرادی را به اطراف لاهیجان فرستاد تا به جمع‌آوری سپاه بپردازند. آنان نیز مردم را خواه با رضایت و خواه به اجبار با خود به لشت نشا برده و یک لشکر ۱۰٬۰۰۰ نفری را به وجود آوردند. غریب‌شاه تصمیم گرفت به جای نبرد مستقیم، به شیوه شبیخون، حمله را آغاز کند. فردی به نام محمدقاسم فرزند شیخ ابراهیم کوچصفهانی که از نقشه غریب‌شاه باخبر شده بود، به نزد ساروخان گریخته و نقشه وی را فاش کرد. عصر جمعه ۲۵ شوال، محمدی‌خان گوهری حاکم کوهدم و گرگین سلطان حاکم گسکر با نیروهای خود از سیاه رودبار خارج شده و شنبه به کوچصفهان رسیدند. سپاه ساروخان نیز در بِلِس‌بِنه به آنان ملحق شده و نبرد با لشکریان غریب‌شاه آغاز شد. با نمایان شدن آثار شکست، غریب‌شاه و سرکردگان لشکر به سمت جنگل گریختند. ساروخان پس از این پیروزی، وارد لشت نشا شده و دستور ادامه جستجو برای یافتن غریب‌شاه و همراهانش را صادر کرد. لشکریان پس از سه روز غریب‌شاه و سرکردگان شورشی را در جنگل‌های لشت نشا دستگیر کرده و به نزد خان آوردند. خان او را مدتی در زندان نگه داشت و سپس به اصفهان فرستاد و شاه نیز وی را اعدام کرد. سرانجام غریب‌شاه با کشته دادن ۷۸۷۰ نفر خود نیز مقتول گردید.
ساروخان در ازای خدمات خود، مورد توجه و عنایت خاص شاه قرار گرفت. خلعتی از سوی دربار صفوی اعطا شده و تمام حکومت گیلان به او واگذار شد. گرگین سلطان نیز به مرتبه خانی ارتقا پیدا کرد. اما بهرام‌قلی‌سلطان به دلیل کوتاهی در وظایف خود از حکومت دیلمان برکنار شد.

### مجازات عاملان فساد و ناامنی
با سرکوبی شورش، ساروخان فرمان آزادی تمامی اسیران را صادر کرد. در مدت ۱۰ روز اقامت ساروخان، سرکردگان این شورش از جمله رهبر معنوی آنان پیرشمس گل گیلوایی و نیز کسانی که در این مدت به این فتنه و آشوب پرداخته بودند، اعدام شدند. پس از استقرار آرامش و امنیت در بیه‌پس، محمدی‌خان و گرگین سلطان از لشکر ساروخان جدا شده و به دیار خود بازگشتند. ساروخان با لشکر آستارا در ماه ذی‌القعده به رشت رفته و تمام کسانی را که موجب ناامنی و غارت اموال مردم شده بودند، مجازات نمود. سپس در روز پنج‌شنبه ۵ ذی‌الحجه از رشت خارج شده و به لاهیجان مرکز بیه‌پیش رفت.
در لاهیجان شایعه شده بود که بهرام‌قلی‌سلطان‌صوفی حاکم دیلمان برای غارت ثروت بازرگانان اروپایی و ارامنه، از موقعیت خود سوءاستفاده کرده و همچنین مبالغ زیادی را به زور از کدخدای رانکوه و نواحی مجاور آن گرفته‌است. ساروخان در حضور وزیر، کلانتر و شیخ‌الاسلام لاهیجان و نیز کدخدایان تالش و شاکیان و مال‌باختگان به وضعیت او رسیدگی نموده و اموال بازرگانان را به آنان بازگرداند. بهرام‌قلی‌سلطان از منصب حکومت دیلمان و رانکوه و نیز ریاست طایفه صوفی برکنار شده و آدم‌خان گرجی به جای او منصوب شد. ساروخان در مدت دو ماه استقرار در لاهیجان، به مشکلات مردم بیه‌پیش رسیدگی نموده و عاملان فساد را مجازات نمود.
یکی از اعدام‌شدگان، شخصی به نام میرفرخ قاتل ملا علی کامی بود. ملا علی کامی نایب کلانتر لاهیجان و از اشخاص سرشناس لاهیجان بود و زیر نظر بهزادبیگ وزیر سابق گیلان تربیت شده بود. اوایل رمضان که غریب‌شاه وارد لاهیجان شد، وی حاضر به تبعیت و همراهی با قیام او نشده و به لیل رفته بود تا مورد حمایت آشنایان خود قرار گیرد اما توسط میرفرخ به قتل رسیده بود. ساروخان ۱۰۰ نفر پیاده‌نظام از لشکر آستارا را برای یافتن میرفرخ به منطقه ارسال کرده و به کدخدایانِ تالشیِ آن منطقه تکلیف کرده بود که حتماً او را بیابند. پس از چند روز وی را در ارتفاعات سمام دستگیر کرده و به نزد خان آوردند. میرفرخ در میدان لاهیجان توسط ملاعبدالواسع برادرزادهٔ ملا علی کامی قصاص شد. پس از رفع و رجوع مشکلات مردم ولایت بیه‌پیش، ساروخان یکی از افراد مورد اعتماد خود را با تعدادی نیرو به حراست از قلعه لاهیجان گمارده و عازم کوچصفهان شد. ساروخان در کوچصفهان نیز به رتق و فتق امور پرداخته و یکی از افراد مورد اعتماد را مأمور استرداد اموال غارت شده و بازگرداندن آنان کرد و خود به رشت رفت. سرانجام در ۲۰ صفر ۱۰۳۹ ساروخان با بدرقه و دعای خیر همه مردم، رشت را به مقصد آستارا ترک کرد.

## شرکت در جنگ با عثمانی
... ما نیز رفاه حال عجزه و مساکین و فراغ بال کافه برایای جانبین را منظور داشته ایالت و شوکت پناه، ابهت و نصفت دستگاه، عالی‌جاه نظام الایالة و الاقبال ساروخان را که از اجله امرای معتمد خواقین معتبر این دودمان ولایت‌مکان و محل اعتماد نواب همایون ماست مقرر فرمودیم که از جانب اشرف ما وکیل بوده به اتفاق جناب وزارت و ایالت مآب مشارٌ‌الیه، ارکان صلح و صلاح و محل سنور و سرحد را استقرار و استحکام داده در این باب وثیقه معتبره مسجله از جانبین موافق صلاح دولت طرفین به تحریر آورند و ایالت‌پناهین عالی‌جاهین مومی‌الیهما بعد از تشیید بنیان عهد و پیمان، سنور و سرحد جانب بغداد و آذربایجان را بدین عنوان قرار داده، احدی از امرا و حکام این دودمان مخلد البنیان از آن تجاوز جایز ندارند…

### اولین نبرد از جنگ ایران و عثمانی
خسرو پاشا بوشناق وزیر اعظم امپراتوری عثمانی در سال ۱۰۳۹ با مأموریت بازپس‌گیری ولایاتی که در زمان شاه عباس از تصرف آنان خارج شده بود، به سوی ایران روانه شد. خسرو پاشا با وجود محاصره پنجاه روزه بغداد، موفق به فتح بغداد نشد. او سپس عازم فتح تبریز شد اما باز هم ناکام ماند. ساروخان که به تازگی شورش غریب‌شاه را سرکوب کرده بود، به اردوی شاه صفی پیوسته و در جنگ با خسرو پاشا شرکت کرده بود.

### دومین نبرد از جنگ ایران و عثمانی
سلطان مراد چهارم با لشکری عظیم در شوال ۱۰۴۴ عازم ایران شد. او در صفر ۱۰۴۵ به محاصره قلعه ایروان پرداخته و با وجود مقاومت شدید مدافعان شهر، قادر به تسخیر قلعه نشده بود اما در نهایت با تسلیم شدن طهماسب‌قلی‌خان قاجار در روز ۱۳ صفر توانست ایروان را فتح کند. شاه صفی تا ماه‌ها اقدامی در برابر این تجاوز انجام نداد. تا این که در روز ۲۵ شوال همان سال طی جنگی سخت، ایروان را از عثمانی پس گرفت. ساروخان یکی از امرای سپاه صفوی در جریان بازپس‌گیری قلعه ایروان بود.

### سومین نبرد از جنگ ایران و عثمانی
سلطان مراد چهارم در سال ۱۰۴۷ از راه موصل به بغداد لشکر شد تا دوباره بغداد را تصرف کند. سلطان عثمانی که مصمم به فتح بغداد بود، علی‌رغم کشته شدن محمد پاشا وزیر اعظم خود، دست از محاصره بغداد نداشت تا سرانجام جمعه ۱۸ شعبان ۱۰۴۷ در چهلمین روز محاصره به کمک توپخانه سنگین، موفق به شکست حصار شهر شد. تصرف بغداد توسط سلطان مراد چهارم، به سلطه پانزده سال ایرانیان بر بغداد پایان داد. مقاومت شدید ایرانیان در دوران محاصره باعث شد که سلطان مراد پس از ورود به بغداد، دستور قتل‌عام آنان را بدهد. به دنبال سقوط بغداد شاه صفی دستور داد ساروخان به همراه رستم خان سپهسالار بیگلربیگی آذربایجان، نظرعلی‌خان حاکم اردبیل و آقاخان مقدم حاکم مراغه با لشکریان خود به سپاه شاه پیوسته و عازم بغداد شوند.
شاه صفی در رأس سپاه دوازده هزار نفری تا قصر شیرین آمد، اما به دلیل کم‌تعداد بودن قوا، از جنگ خودداری کرده و سفیری به نام محمدقلی‌سلطان را برای پیشنهاد صلح به بغداد فرستاد. ساروخان تالش برای مأموریت عقد صلح‌نامه و مبادله آن بین دو دولت انتخاب شد.

### انعقاد عهدنامه زهاب
شنبه دوم محرم ۱۰۴۸ ساروخان مأموریت یافت که به نمایندگی از سوی دولت صفوی، عهدنامه صلح را منعقد کرده و به شناسایی سرحد دو کشور بپردازد. او روز ۱۱ محرم وارد استانبول شده و مورد استقبال رسمی سلطان عثمانی قرار گرفت. عهدنامه صلح در روز پنج‌شنبه ۱۴ محرم ۱۰۴۸ برابر با ۲۷ مه ۱۶۳۹ میلادی بین ساروخان و مصطفی پاشا صدراعظم عثمانی به امضا رسید.
با انعقاد عهدنامه زهاب، جنگ‌های طولانی میان ایران و عثمانی خاتمه یافت و دوران صلح، تا برافتادن صفویان ادامه یافت. بنا بر مفاد این عهدنامه، مرز میان دو دولت تعیین شد که امروزه نیز با اندک تغییری برقرار است. بر طبق این مفاد، آذربایجان و ارمنستان به ایران واگذار شد و بغداد نیز به عثمانی تعلق گرفت.

## سرکوبی شورش ازبکان
قندهار در جریان خیانت علی‌مردان خان به تصرف گورکانیان درآمده بود و تا پایان دوران سلطنت شاه صفی، به علت گرفتاری‌های ایران در جنگ با عثمانی، همچنان در تصرف هندی‌ها بود. شاه عباس دوم در سال ۱۰۵۳، سپاهی را به فرماندهی رستم خان سپهسالار مأمور فتح قندهار کرد اما اورنگ‌زیب که از سوی پدرش شاه جهان پادشاه گورکانی هند مأمور دفاع از قندهار شده بود، شکست سنگینی را متوجه سپاه قزلباش کرده و متوجه بخارا شد.
نادر محمد خان اشترخانی خان بخارا که پس از برادرش امامقلی خان به مسند حکومت نشسته بود، امرا و درباریان بلخ را به مصدر امور نشانده بود، چرا که به امرای ازبک اعتماد نداشت. همین مسئله موجب بروز اختلافاتی شده بود. او فردی آزمند و مال‌دوست بود و به سبب این طمع فراوان، اموال و دارایی‌های افراد را به زور تصاحب می‌نمود. امرای ازبک که از شیوه حکومت وی ناراضی بودند، در سال ۱۰۵۵ قمری تصمیم به شورش علیه او از تاشکند گرفتند. نادر محمد خان، فرزندش عبدالعزیز خان را برای سرکوبی آنان فرستاد. امرای ازبک، عبدالعزیزخان را با وعده سلطنت فریب داده و او را وادار به سرپیچی از پدرش کردند. با رسیدن این خبر به بخارا، اهالی بخارا نیز علیه نادر محمد خان قیام کردند. خان در این شرایط به بلخ فرار کرد و در آن جا تلاش بسیاری برای گردآوری سپاه انجام داد اما سپاهیان وی، با دریافت پول، به پسرش متمایل می‌شدند. سرانجام نادر محمد خان از شاه جهان درخواست کمک کرد. سپاهیان هند به محض ورود به بلخ، موفقیت به دست آمده را فتح بزرگی برای خودشان دانسته و حاکمیت خود را مستقر کردند. نادر محمد خان از ترس هندی‌ها به سوی ایران روی آورد. شاه عباس دوم پس از اطلاع از این امر، او را به گرمی پذیرفته و پذیرایی مفصلی از او انجام داده و شامگاه ۱۷ رمضان ۱۰۵۵ جشن بزرگی به افتخار او در اصفهان برگزار کرد. شاه صفوی، سپاهی برای وی فراهم کرد که شامل پانزده هزار سواره و هشت هزار پیاده بود. شاه، ساروخان را به فرماندهی آن سپاه تعیین کرده و وی را مأمور فتح بخارا نمود. همچنین به امرای خراسان فرمان داد که به ساروخان بپیوندند. با رسیدن سپاه به مشهد، آوازه قدرت آن به گوش دشمنان نادر محمد خان رسیده و با ارسال نامه و قاصد، اطاعت خود را اعلام کردند ولی عبدالعزیز خان حاضر به اطاعت نشد و چندین مرتبه به نبرد با سپاه ساروخان پرداخت. سرانجام عبدالعزیز خان شکست خورده و شورش او توسط ساروخان سرکوب شد. نادر محمد خان در روز ۹ شوال ۱۰۵۵ بار دیگر بر تخت سلطنت بخارا نشست. او در ازای کمک شاه صفوی، یکی از ایالات حاصلخیز خود را به شاه بخشید.

## شرکت در فتح قندهار
یک سال پس از سرکوبی ازبکان و فتح بخارا به دست ساروخان، شاه جهان سفیری به ایران فرستاد و تقاضای صلح کرد اما شاه عباس که قصد بازپس‌گیری قندهار را داشت، اعتنایی ننمود و در سال ۱۰۵۷ مرتضی‌قلی‌خان قاجار را به سپهسالاری منصوب و مأمور فتح قندهار کرد و خودش نیز فرماندهی سپاه دیگری را به عهده گرفت و از راه خراسان عازم قندهار شد. ساروخان که فرماندهی قوای خراسان را بر عهده داشت، در هرات مستقر بود. با ورود شاه عباس دوم به هرات، به استقبال شاه رفته و به سپاه او پیوستند. همزمان با محاصره قندهار، ساروخان مأمور فتح زمین‌داور شد. اسدالله‌خان کوتوالِ قلعهٔ زمین‌داور که تاب مقاومت نداشت، تسلیم ساروخان شد. از آن جایی که زمین‌داور بخشی از ولایت هرات بود، او نامه‌ای به شاه نوشته و درخواست کرده بود برای حفظ ظاهر و آبرو، تا هنگامی که هرات فتح نشده‌است، قلعه را تسلیم نکند. ساروخان این نامه را به شاه رسانده و شاه نیز با این درخواست موافقت کرد اما دستور داد قلعه در محاصره باقی بماند و احدی حق رفت‌وآمد به قلعه نداشته باشد. سرانجام شاه عباس دوم در روز یک‌شنبه ۱۶ محرم ۱۰۵۹ وارد قندهار شده و به نام او سکه زدند و خطبه خواندند.
شاه جهان در سال‌های آتی، سه بار عزم تصرف قندهار کرد اما هر بار شکست خورد تا این که به دست فرزندش اورنگ‌زیب نابینا شده و از سلطنت خلع شد.

## موقوفه ساروخان تالش
با این که مهمترین عامل تشکیل و توسعه شهر مشهد، وجود حرم امام رضا است، اما این عامل توسط عوامل دیگر نظیر «وقف» تقویت شد و رشد و پیشرفت شهر مشهد، به خصوص از زمان شاه عباس اول را به همراه آورد. اغلب این وقف‌ها توسط بزرگان و عمال حکومتی انجام می‌گرفت که در رأس آن‌ها شاه عباس اول قرار داشت. همچنین بیشتر فضاهای درونی شهر مشهد نظیر مسجد، کاروانسرا، مدرسه، حمام، بیمارستان و مصلا، موقوفی بوده و نیز بیشتر این فضاها در محدوده حرم رضوی متمرکز بودند.
بیمارستانِ وابسته به حرم امام رضا در دوره صفویان مورد توجه ویژه‌ای قرار داشت و دارای تشکیلات اداری منظم و حساب شده‌ای بود. در اسناد مربوط به این دوره، از این بیمارستان با نام «دارالشفاء» یاد می‌شود. یکی از منابع اصلی تأمین مخارج دارالشفاء، موقوفات بودند. «موقوفهٔ ساروخان تالش» مجموعه‌ای از دکان‌های اطراف دارالشفاء بود که توسط ساروخان احداث شده و وقف دارالشفاء شده بود. با توجه به اسناد و وقف‌نامه‌ها، این موقوفه و «موقوفهٔ خواجه عتیق منشی» از منابع اصلی تأمین مخارج دارالشفاء بوده‌اند.

## درگذشت
ساروخان پس از ۴۱ سال حکومت بر آستارا، در سال ۱۰۶۳ قمری درگذشت و قلیچ خان تالش جانشین او شد.

## پی‌نوشت‌ها
1. ↑  خامه‌یار، «اُنس المُهَجِ» ادریسی و نسخه‌های خطی آن، ۲۱۵.
2. ↑  رهربرن، نظام ایالات در دوره صفویه، ۳۱ (امرای درجه یک شامل امرای درباری، خان‌های مقتدر، بیگلربیگی‌ها و امرایی که شاغل در مقامات عالی بودند، دارای این عناوین می‌شدند.).
3. ↑  رهربرن، نظام ایالات در دوره صفویه، ۳۳ (به جز امرای یادشده، فقط وزیر اعظم و مستوفی‌الممالک حق استفاده از عنوان «عالی‌جاه» را داشتند.).
4. ↑  ترکمان، تاریخ عالم‌آرای عباسی، ۳:‎ ۱۰۸۶.
5. ↑  دهخدا، «ساروخان طالش»، لغت‌نامه دهخدا.
6. ↑  نعمت‌اللهی، تاریخ جامع آستارا و حکام نمین، ۱۵۸.
7. ↑  روملو، احسن‌التواریخ، ۳۷۹.
8. ↑  روملو، احسن‌التواریخ، ۳۸۰.
9. ↑  اشراقی، «بایندرخان»، دانشنامه جهان اسلام.
10. ↑  ترکمان، تاریخ عالم‌آرای عباسی، ۲:‎ ۴۴۳.
11. ↑  فومنی گیلانی، تاریخ گیلان، ۱۴۱.
12. ↑  فومنی گیلانی، تاریخ گیلان، ۲۳۹.
13. ↑  فومنی گیلانی، تاریخ گیلان، ۲۳۸.
14. ↑  نعمت‌اللهی، تاریخ جامع آستارا و حکام نمین، ۳۵۲.
15. ↑  فومنی گیلانی، تاریخ گیلان، ۲۴۰.
16. ↑  حریری، آستارا در گذرگاه تاریخ، ۱۷۲.
17. ↑  حریری، آستارا در گذرگاه تاریخ، ۱۸۳.
18. ↑  ابن خواجگی اصفهانی، خلاصةالسیر، ۱۱۴–۱۱۵.
19. ↑  ابن خواجگی اصفهانی، خلاصةالسیر، ۲۳۵.
20. ↑  واله اصفهانی، ایران در زمان شاه صفی و شاه عباس دوم، ۲۳۸.
21. ↑  وحید قزوینی، تاریخ جهان‌آرای عباسی، ۳۳۰.
22. ↑  حریری، آستارا در گذرگاه تاریخ، ۱۷۳.
23. ↑  حریری، آستارا در گذرگاه تاریخ، ۱۸۰.
24. ↑  اولئاریوس، «مسافرت از رشت تا قزل آغاج، آخرین نقطه گیلان»، سفرنامه اولئاریوس.
25. ↑  وحید قزوینی، تاریخ جهان‌آرای عباسی، ۵۰۸.
26. ↑  وحید قزوینی، تاریخ جهان‌آرای عباسی، ۵۰۹.
27. ↑  ترکمان، تاریخ عالم‌آرای عباسی، ۳:‎ ۱۰۷۰.
28. ↑  حسینی استرآبادی، تاریخ سلطانی، ۱۹۴.
29. ↑  حسینی استرآبادی، تاریخ سلطانی، ۲۱۴.
30. ↑  حسینی استرآبادی، تاریخ سلطانی، ۲۳۴.
31. ↑  ترکمان، تاریخ عالم‌آرای عباسی، ۳:‎ ۱۰۷۰.
32. ↑  ترکمان، تاریخ عالم‌آرای عباسی، ۳:‎ ۱۰۸۶.
33. ↑  نعمت‌اللهی، تاریخ جامع آستارا و حکام نمین، ۱۸۳ (تصویر این سند خطی در صفحه ۱۸۲ آمده‌است.).
34. ↑  نعمت‌اللهی، تاریخ جامع آستارا و حکام نمین، ۱۸۴.
35. ↑  ثواقب، زمینه‌ها و علل شکل‌گیری قیام غریب‌شاه گیلانی، ۷۱.
36. ↑  فومنی گیلانی، تاریخ گیلان، ۲۶۳.
37. ↑  رابینو، ولایات دارالمرز ایران: گیلان، ۵۳۳.
38. ↑  فومنی گیلانی، تاریخ گیلان، ۲۶۳.
39. ↑  فومنی گیلانی، تاریخ گیلان، ۲۶۶.
40. ↑  فومنی گیلانی، تاریخ گیلان، ۲۶۷.
41. ↑  فومنی گیلانی، تاریخ گیلان، ۲۷۴.
42. ↑  واله اصفهانی، ایران در زمان شاه صفی و شاه عباس دوم، ۲۱.
43. ↑  فومنی گیلانی، تاریخ گیلان، ۲۷۵–۲۷۶.
44. ↑  فومنی گیلانی، تاریخ گیلان، ۲۶۸.
45. ↑  رابینو، ولایات دارالمرز ایران: گیلان، ۵۳۳.
46. ↑  فومنی گیلانی، تاریخ گیلان، ۲۷۵.
47. ↑  ترکمان و  واله اصفهانی، ذیل تاریخ عالم‌آرای عباسی، ۱۶.
48. ↑  واله اصفهانی، ایران در زمان شاه صفی و شاه عباس دوم، ۱۹.
49. ↑  فومنی گیلانی، تاریخ گیلان، ۲۷۶.
50. ↑  فومنی گیلانی، تاریخ گیلان، ۲۷۷.
51. ↑  واله اصفهانی، ایران در زمان شاه صفی و شاه عباس دوم، ۲۲.
52. ↑  رابینو، ولایات دارالمرز ایران: گیلان، ۵۳۳.
53. ↑  نعمت‌اللهی، تاریخ جامع آستارا و حکام نمین، ۱۸۴.
54. ↑  نعمت‌اللهی، تاریخ جامع آستارا و حکام نمین، ۱۸۴.
55. ↑  وحید قزوینی، تاریخ جهان‌آرای عباسی، ۲۲۵.
56. ↑  فومنی گیلانی، تاریخ گیلان، ۲۸۰.
57. ↑  فومنی گیلانی، تاریخ گیلان، ۲۸۲–۲۸۳.
58. ↑  فومنی گیلانی، تاریخ گیلان، ۲۸۴.
59. ↑  فومنی گیلانی، تاریخ گیلان، ۲۸۴.
60. ↑  رابینو، ولایات دارالمرز ایران: گیلان، ۵۳۴.
61. ↑  فومنی گیلانی، تاریخ گیلان، ۲۸۵.
62. ↑  فومنی گیلانی، تاریخ گیلان، ۲۷۱–۲۷۲.
63. ↑  فومنی گیلانی، تاریخ گیلان، ۲۸۶.
64. ↑  فومنی گیلانی، تاریخ گیلان، ۲۸۶.
65. ↑  رابینو، ولایات دارالمرز ایران: گیلان، ۵۳۴.
66. ↑  ابن خواجگی اصفهانی، خلاصةالسیر، ۲۶۹–۲۷۰.
67. ↑  نوایی، اسناد و مکاتبات سیاسی ایران از ۱۰۳۸ تا ۱۱۰۵ ق.، ۳۶.
68. ↑  دادبه و دیگران، «تبریز»، دائرةالمعارف بزرگ اسلامی، ۴۳۸.
69. ↑  ثواقب و  زکی‌ای، تحلیل زمینه‌های معاهده زهاب…، ۱۰.
70. ↑  وحید قزوینی، تاریخ جهان‌آرای عباسی، ۲۷۴.
71. ↑  وحید قزوینی، تاریخ جهان‌آرای عباسی، ۲۷۴.
72. ↑  هوشنگ مهدوی، تاریخ روابط خارجی ایران، ۱۰۲.
73. ↑  واله اصفهانی، ایران در زمان شاه صفی و شاه عباس دوم، ۲۳۸.
74. ↑  هوشنگ مهدوی، تاریخ روابط خارجی ایران، ۱۰۲.
75. ↑  ابن خواجگی اصفهانی، خلاصةالسیر، ۲۶۷.
76. ↑  واله اصفهانی، ایران در زمان شاه صفی و شاه عباس دوم، ۲۷۳.
77. ↑  دادبه و دیگران، «تبریز»، دائرةالمعارف بزرگ اسلامی، ۴۳۸.
78. ↑  هوشنگ مهدوی، تاریخ روابط خارجی ایران، ۱۱۰.
79. ↑  فهیمی، «جانیان»، دانشنامه جهان اسلام.
80. ↑  نوایی، اسناد و مکاتبات سیاسی ایران از ۱۰۳۸ تا ۱۱۰۵ ق.، ۸۷.
81. ↑  نوایی، اسناد و مکاتبات سیاسی ایران از ۱۰۳۸ تا ۱۱۰۵ ق.، ۸۸.
82. ↑  وحید قزوینی، تاریخ جهان‌آرای عباسی، ۴۲۸.
83. ↑  نوایی، اسناد و مکاتبات سیاسی ایران از ۱۰۳۸ تا ۱۱۰۵ ق.، ۸۹.
84. ↑  وحید قزوینی، تاریخ جهان‌آرای عباسی، ۴۶۶.
85. ↑  وحید قزوینی، تاریخ جهان‌آرای عباسی، ۴۸۲.
86. ↑  نوایی، اسناد و مکاتبات سیاسی ایران از ۱۰۳۸ تا ۱۱۰۵ ق.، ۹۴.
87. ↑  نوایی، اسناد و مکاتبات سیاسی ایران از ۱۰۳۸ تا ۱۱۰۵ ق.، ۹۵–۹۶.
88. ↑  هوشنگ مهدوی، تاریخ روابط خارجی ایران، ۱۱۱.
89. ↑  شهیدی، نقش وقف در توسعه…، ۱۱۳.
90. ↑  شهیدی، نقش وقف در توسعه…، ۱۰۵.
91. ↑  «تاریخ شفاخانه‌های مشهد»،  روزنامه قدس.
92. ↑  وحید قزوینی، تاریخ جهان‌آرای عباسی، ۵۳۷.
93. ↑  وحید قزوینی، تاریخ جهان‌آرای عباسی، ۶۹۴.

## برای مطالعهٔ بیشتر
- ترکمان، اسکندر بیگ؛ واله اصفهانی، محمدیوسف (۱۳۱۷). ذیل تاریخ عالم‌آرای عباسی. به کوشش احمد سهیلی خوانساری. تهران: دارالکتب الاسلامیه.
- فومنی گیلانی، ملا عبدالفتاح (۱۳٤٩). تاریخ گیلان: رویدادهای گیلان در سده‌های دهم و یازدهم هجری. به کوشش منوچهر ستوده. تهران: بنیاد فرهنگ ایران. شابک ۹۷۸-۹۶۴-۱۹۰-۱۷۰-۹.
- نوایی، عبدالحسین (۱۳۶۰). اسناد و مکاتبات سیاسی ایران از ۱۰۳۸ تا ۱۱۰۵ ق. همراه با یادداشت‌های تفصیلی. تهران: بنیاد فرهنگ ایران.
- واله اصفهانی، محمدیوسف (۱۳۸۲). ایران در زمان شاه صفی و شاه عباس دوم. به کوشش محمدرضا نصیری. تهران: انجمن آثار و مفاخر فرهنگی. شابک ۹۶۴-۶۲۷۸-۸۳ مقدار |شابک= را بررسی کنید: length (کمک).
- وحید قزوینی، محمدطاهر (۱۳۸۳). تاریخ جهان‌آرای عباسی. به کوشش سید سعید میرمحمدصادق. تهران: پژوهشگاه علوم انسانی و مطالعات فرهنگی. شابک ۹۶۴-۴۲۶-۲۱۴-X.